# Jessica Simpson
Jessica Ann Simpson, ameriška pevka, tekstopiska, igralka, modna oblikovalka, televizijska osebnost, * 10. julij 1980, Abilene, Teksas, Združene države Amerike.
Jessica Simpson je svoj preboj doživela v letu 1999. Sedem njenih uspešnic se je uvrstilo na Billboardovo lestvico »najboljših štirideset pesmi«, izdala pa je pet glasbenih albumov, od tega so se štirije uvrstili med prvih deset albumov na lestvici Billboard 200. Trije izmed njenih albumov so prejeli zlato certifikacijo, dva pa multi-platinasto. Jessica Simpson je s svojim kasnejšim možem Nickom Lacheyjem začela z MTV-jevo resničnostno oddajo Newlyweds: Nick and Jessica. Na trg country glasbe je prišla leta 2008, ko je izdala album Do You Know. Z njim je prodala 20 milijonov kopij izvodov po svetu. Album je samo v Avstraliji prodal več kot 385.000 kopij in se uvrstila na stotrinajsto mesto lestvice »1000 glasbenih ustvarjalcev ARIE zadnjega desetletja« (2000-2010). V letu 2009 je revija Billboard Jessico Simpson imenovala za petindevetdeseto najboljšo splošno ustvarjalko desetletja. Pristala je tudi na šestinosemdesetem mestu Billboardove lestvice »200 ustvarjalcev«, samo zaradi svoje uspešne prodaje albumov.

## Zgodnje življenje in začetek kariere
Jessica Ann Simpson se je rodila v Abileneu, Teksas, Združene države Amerike kot starejša hči Tine Ann (roj. Drew) in Joeja Truetta Simpsona, duhovnika in psihologa. Njena mlajša sestra je pevka in igralka Ashlee Simpson. Kot otrok je s petjem začela v lokalni baptistični cerkvi. Pri dvanajstih letih je Jessica Simpson odšla na avdicijo za vlogo v televizijski seriji The Mickey Mouse Club, vendar vloge ni dobila. Medtem ko se je šolala na srednji šoli J.J. Pearcea je podpisala pogodbo z založbo Proclaim Records, manjšo Gospelovo glasbeno založbo. Posnela je glasbeni album, ki ga je poimenovala po sebi (Jessica), vendar je založba Proclaim Records v tistem času bankrotirala in album ni nikoli izšel, razen ko je njena babica financirala njegov izid. Ta manjši projekt ni dobil veliko pozornosti, Jessica Simpson pa je nastopila na turnejah z glasbeniki, kot so Kirk Franklin, God's Property in CeCe Winans. Pri šestnajstih je opustila šolanje (diplomo si je prislužila kasneje), zatem pa je uslužbenec založbe Columbia Records, Tommy Mottola, slišal pesmi iz albuma Jessica in z njo podpisal pogodbo v imenu založbe.

## Glasbena kariera

### 1999–2001: Obdobje albumovSweet KissesinIrresistible
Jessica Simpson je svoj prvi glasbeni singl, »I Wanna Love You Forever,« ki je zasedel tretje mesto na lestvici Billboard Hot 100 in zasedel prvih deset mest na lestvicah v desetih različnih državah, izdala v letu 1999. Kmalu zatem je njena glavna glasbena založba izdala njen debitanski glasbeni album, imenovan Sweet Kisses. Da bi promovirala album, je Jessica Simpson nastopila na turneji z Rickyjem Martinom in deškim bandom 98 Degrees, kmalu za tem pa je začela hoditi s članom glasbene skupine 98 Degrees, Nickom Lacheyjem. Po tem, ko sta bila skupaj že dve leti, sta ohladila svoje razmerje. Po terorističnih napadih 11. septembra 2001 sta se spet spoprijateljila. Jessica Simpson je zatem povedala: »Po 11. septembru sem vedela, da si nikoli in nikdar več ne želim biti stran od Nicka v svojem življenju.«
Medtem, ko je njen album Sweet Kisses dobil dvakratno platinasto certifikacijo, je Jessica Simpson izdala še dva singla, »Where You Are« in »I Think I'm In Love With You,« ki sta izšla v letu 2000. Slednji je kasneje postal njena največja radijska uspešnica in bil njen prvi singl s hitrejšim tempom. Kljub temu, da je njen prvi glasbeni album prodal več kot 2 milijona kopij izvodov, Jessica Simpson še zdaleč ni dohitevala Britney Spears in Christina Aguilera, in za razliko od omenjenih pop princes, ona ni bila podpisana s svetovno znano založbo. Založba Columbia Records se je po poročilih tik pred izidom njenega drugega glasbenega albuma odločila, da ta potrebuje drugačno ime.
V letu 2001 je Jessica Simpson izdala svoj nov glasbeni album, za katerega se je njena založba odločila, da bo vseboval hitrejše pesmi, ki bodo prijaznejše radijem. Rezultat tega je bil album Irresistible, ki je izšel v sredi leta 2001, takoj za prvim singlom iz njega. Pesem »Irresistible« je postala eda izmed njenih največjih uspešnic v njeni karieri; dosegla je petnajsto mesto na lestvici Hot 100 in tam ostala še dvajset tednov. Singl se je uvrstil na drugo mesto lestvice v Belgiji in med prvih dvajset pesmi na lestvicah v Mehiki, Združenem kraljestvu, Argentini, Kanadi, na Norveškem, Švedskem, Irskem, Filipinih v Švici in Avstraliji.
Album Irresistible je najprej pristal na šestem mestu lestvice Billboard 200 v juniju 2001, z 127.000 prodanimi kopijami v prvem tednu od izida in prejel zlato certifikacijo. za 500.000 prodanih kopij v petem tednu od izida. Album Irresistible je do danes prodal 850.000 kopij izvodov v Združenih državah Amerike in 3 milijone kopij izvodov po celem svetu. Pesem »A Little Bit« je izšla kot drugi singl iz albuma, vendar se ni uvrstila na nobeno lestvico.
Da bi promovirala album je Jessica Simpson v avgustu tistega leta priredila turnejo, imenovano DreamChaser Tour, vendar je zaradi terorističnih napadov 11. septembra 2001 ni morala izvesti do konca.

### 2002–2005: Preboj inIn this Skin
Album In This Skin je najprej dosegel deseto mesto na lestvici Billboard 200 s 64.000 prodanimi kopijami izvodov v prvem tednu od izida. Po ponovnem izidu v aprilu 2004 je album na isti lestvici zasedel drugo mesto z 157.000 prodanimi kopijami v tistem tednu. Po ponovnem izidu je album vseboval tudi pesem »Sweetest Sin,« ki pa se je komaj uvrstila na lestvico Bubbling Under Hot 100. Kakorkoli že, album je vseboval tudi uspešnice »With You« (štirinajsto mesto, 2004) in lastno verzijo Berlinove pesmi »Take My Breath Away« (dvajseto mesto, 2004) ter manj uspešno pesem, verzijo pesmi Robbieja Williamsa, »Angels,« ki pa se ni uvrstila na lestvico Billboard Hot 100.
V decembru 2004 je album prejel trikratno multiplatinasto certifikacijo s strani organizacije RIAA. Po tem, kar je Jessica Simpson napisala v svoji biografiji, je album do takrat prodal že 4 milijone kopij izvodov samo v Združenih državah Amerike.
Jessica Simpson je pozno leta 2004 izdala tudi album z naslovom Rejoyce: The Christmas Album, ki je dosegel štirinajsto mesto na lestvici albumov in kasneje prejel zlato certifikacijo. Jessica Simpson je posnela pesem v soundtrack filma Carja Hazzarda in sicer lastno verzijo uspešnice Nancy Sinatra iz leta 1966, imenovane »These Boots Are Made for Walkin'.« Pesem je dosegla štirinajsto mesto na lestvici Billboard Hot 100 in dobila nagrado People's Choice Award za »najljubšo pesem iz filma« leta 2006. V videospotu za pesem se je pojavila Jessica Simpson kot Daisy Duke. V dodatnih scenah se je pokazalo, kako flirta in poje pesem v baru, kasneje pa kako pere avtomobil General Lee, medtem ko je nosila oprijet rožnat bikini. V nekaterih državah je bil prepovedan zaradi seksualnosti.

### 2006–2007:A Public Affair
V letu 2006 se je Jessica Simpson vrnila v studije, pred tem pa je založbo Columbia Records zamenjala za založbo Epic Records. 29. avgusta 2006 je izdala svoj četrti glasbeni album, A Public Affair, ki je z 101.000 prodanimi kopijami v prvem tednu od izida zasedel peto mesto na lestvici Billboard 200, kjer je ostal še deset tednov.
Prvi singl iz albuma, ki je nosil enako ime, kot album sam (»A Public Affair«) se je najprej uvrstil na devetintrideseto mesto na lestvici, s čimer je postal njen najvišje uvrščeni singl na tej lestvici vse od pesmi »These Boots Are Made for Walkin',« ki se je dve leti prej uvrstila na štirinajsto mesto. Singl je zasedel tudi prvo mesto na lestvici Hot Dance Club Play. Drugod je zasedel eno izmed prvih deset pesmi na lestvicah v Kanadi in na Irskem. V videospotu za pesem so se pojavili zvezdniki, kot so Eva Longoria, Christina Applegate, Christina Milian, Maria Menounos, Andy Dick in Ryan Seacrest. Postal je njen največkrat gledani videospot na TRL-ju, kjer je bil osemindvajset dni zapored drugi največkrat gledani videospot. Drugi in zadnji singl iz albuma, »I Belong To Me,« je dobil največji uspeh preko njene uradne spletne strani. Singl je izšel 26. septembra in zasedel stodeseto mesto na lestvici v Združenih državah Amerike. Pojavil se je tudi na TRL-jevi lestvici, vendar je kmalu izpadel iz nje.
Album je prodal 300.000 kopij izvodov samo v Združenih državah Amerike, po svetu pa 800.000 kopij, kar je precej malo glede na uspeh njenih prejšnjih albumov.
V decembru 2006 je Jessica Simpson z Dolly Parton nastopala na podelitvi nagrad Kennedy Center Awards, kjer je njen nastop dobil nizek uspeh pred množico, med občinstvom pa so bile tudi pomembne osebe, kot na primer Steven Spielberg, Shania Twain in predsednik George W. Bush. Kljub temu, da je dobila priložnost, da je pesem predelala za kamere, se njen nastop ni pojavil na CBS-jevem prenosu podelitve nagrad.

### 2008–2009: Preusmeritev k countryju inDo You Know
V septembru 2008 je oče Jessice Simpson, Joe Simpson, reviji People povedal, da Jessica razmišlja o tem, da bi posnela country album. Joe Simpson je reviji People dejal, da »govori o country posnetkih in tem, da bi se rada vrnila nazaj na stara pota, saj je iz Teksasa.«
Pesem »Come on Over« je najprej izšla preko interneta in sicer 27. maja 2008. Kmalu za tem so country radijske postaje začele predvajati singl. V Združenih državah Amerike je pesem »Come on Over« postala največkrat predvajana pesem na country radijih, 6. junija 2008 pa je pristala na enainštiridesetem mestu Billboardove lestvice Hot Country Songs. Podrla je rekord, ki je najprej pripadal Mirandi Lambert (»Me and Charlie Talking«) in Bradu Cotterju (»I Meant To«) za najvišje prvič uvrščen singl samostojnega ustvarjalca na tej lestvici; prej omenjena glasbenika sta se s svojima pesmima prvič na lestvico uvrstila na dvainštirideseto mesto. Videospot za prvi singl iz albuma, »Come On Over« se je julija 2008 prvič predvajal na njeni uradni spletni strani. Singl se je uvrstil na osemnajsto mesto Billboardove lestvice Hot Country Songs. Ob izdaji albuma je Jessica Simpson nastopila na izbranih državnih prireditvah in obiskala mnoge country glasbene radijske postaje, da bi promovirala album. Country album, naslovljen kot Do You Know, je izšel 9. septembra 2008. Album je preko interneta izšel 28. avgusta 2008. Najprej se je uvrstil na prvo mesto Billboardove lestvice Top Country Albums tako v Združenih državah Amerike kot v Kanadi. S tem se je Jessica Simpson prvič uvrstila na prvo mesto lestvice z albumom v vsej svoji karieri. Glasbena skupina Rascal Flatts jo je povabila na nastopanje na njihovi turneji »Bob That Head Tour« od 17. januarja do 14. marca 2009. Drugi singl iz albuma, »Remember That« je preko country radijev izšel 29. septembra 2008. Pesem je zasedla dvainštirideseto mesto na Billboardovi lestvici Hot Country Songs, iz katere je izpadla ob koncu decembra tistega leta. Tretji singl iz albuma, »Pray Out Loud«, se na lestvico sploh ni uvrstil. 7. aprila 2009 je Jessica Simpson preko revije Us Weekly potrdila, da bo sodelovala z založbo Sony Nashville.

### 2010–danes: Drugi praznični album in novi pop album
Jessica Simpson je v Avstraliji vsega skupaj prodala več kot 385.000 kopij albumov, zaradi česar se je uvrstila na stotrinajsto mesto lestvice »1000 glasbenih ustvarjalcev ARIE zadnjega desetletja« (2000-2010).
V intervjuju marca 2010 za revijo Allure je povedala, da dela na svojem novem glasbenem albumu. Album bo končal njeno pogodbo z njeno založbo. Ni še znano, ali po pogodbo ponovno sklenila z isto založbo, ali pa bo nove albume posnela v sodelovanju s kakšno drugo založbo. Povedala pa je, da bo nekaj pesmi iz prihajajočega albuma napisala sama. Jessica Simpson je opravila intervju z revijo E! News in s spletno stranjo PopSugar.com, v katerih je razkrila, da dela na novem prazničnem albumu. V septembru 2010 je Jessica Simpson povedala, da je začela s pisanjem in snemanjem pesmi za svoj novi praznični album, ki bo izšel v novembru leta 2010, vseboval pa bo božične pesmi. 15. septembra tistega leta je oznanila, da bo pri obeh prihajajočih albumih sodelovala s producenti, kot sta The-Dream in Tricky Stewart. Zapela bo tudi duet z ameriškim vojakom v Afganistanu, s katerim bo zapela edino potrjeno pesem iz albuma - »I'll be Home for Christmas«
Izid novega pop albuma Jessice Simpson je načrtovan za leto 2011. Na njem je že pričela delati s producenti, kot so The-Dream, Tricky Stewart in Tony DeNiro ter pisati pesmi zanj, predlagala pa je, da bi naslednji album vseboval več R'n'B in pop glasbe, tako da bi bile vse skladbe bolj podobne njenim delom iz obdobja albuma Irresistible.

## Igralska kariera

### 2002–2004:Newlyweds
Čez poletje leta 2003 je Jessica Simpson snemala resničnostno oddajo Newlyweds: Nick and Jessica, v kateri je igrala s svojim kasneje novim možem Nickom Lacheyjem. Serija je izšla na MTV-ju in sicer avgusta 2003, ko je izšel tretji glasbeni album Jessice Simpson, In This Skin.
Serija je postala fenomen pop kulture, s čimer so ji nakazali prepoznavno ime v vsakdanjem življenju, kljub temu, da pravzaprav ni sledila pop glasbi na MTV-ju. »Tega nisem nikoli delala samo zato, da bi dobila podstavek za korak naprej,« je povedala Jessica Simpson reviji Blender v intervjuju marca 2004.
Par je začel tudi s televizijsko oddajo The Nick and Jessica Variety Hour, ki je izšla leta 2004 in jo je občinstvo večkrat primerjalo s televizijsko oddajo The Sonny & Cher Show. V letu 2005 je oddaja Newlyweds dobila nagrado People's Choice Award v kategoriji za »najljubšo resničnostno oddajo,« kmalu zatem pa so jo nehali vrteti.

### 2005–2008: Filmi
Poleti 2005 se je Jessica Simpson prvič pojavila v filmu in sicer je zaigrala Daisy Duke v filmu Carja Hazzarda. Film je bil v prvem tednu od izida najbolje prodajani film tistega tedna, vendar ni imel veliko tekmecev (edini filmi, ki so izšli v tistem času, so bili neodvisni filmi, ki pa se niso dobro prodajali) in je zaslužil 30,7 milijonov $ v 3.785 kinematografih. Bil je tudi štirinajsti najbolje prodajani film, ki je izšel v avgustu vseh časov. Film je imel nazadnje 110,5 milijard $ dobička po vsem svetu, kljub temu, da je bil finančno manj uspešen zunaj Združenih držav Amerike.
Drugi film Jessice Simpson, Uslužbenec meseca, je izšel 6. oktobra 2006. Z revnimi kritikami je film v prvem tednu od izida zaslužil 11,8 milijonov $ in postal četrti najbolje prodajani film tistega tedna, takoj za filmom Sezona lova. Po poročilih je Jessica Simpson kasneje zavrnila vloge v filmih Aquamarine, Casino Royale, Hudičevka v pradi in Mesto greha.
Decembra 2007 je Luke Wilson skupaj z Jessico Simpson zaigral v njenem tretjem filmu, Blond ambicije. Film se je na začetku predvajal v osmih kinematografih v Teksasu (ki je domače mesto obeh, Jessice Simpson in Lukea Wilsona), s čimer je zaslužil 6.422 $. Na DVD-jih je izšel januarja leta 2008. Film Blond ambicije je dobil boljše kritike drugod, v Ukrajini, na primer, je v prvem tednu od izida zaslužil 253.008 $. Naslednji film Jessice Simpson, Blondinka v vojašnice (kasneje poznan tudi kot Zasebno Valentinovo: Pop & Dangerous) je izšel naravnost na DVD-je in sicer 3. februarja leta 2009.

### 2009–danes: Vrnitev k resničnostnim oddajam
Jessica Simpson gosti VH1-jevo serijo The Price of Beauty, ki se je začela predvajati 15. marca 2010. Producenta serije sta ona in njen oče, Joe Simpson.
Jessica Simpson je zaigrala tudi v uspešni televizijski seriji Priskledniki 1. avgusta 2010.
V intervjuju marca 2010 za revijo Allure je Jessica Simpson dejala, da gleda za lažjimi, vendar bolj intelektualnimi vlogami.
Zatem je reviji PopSugar povedala, da se je začela produkcija nove sezone resničnostne oddaje The Price of Beauty.

## Ostali projekti
Jessica Simpson in modni stilist Ken Pavés sta oblikovala linijo za negovanje las in kože za podjetje Home Shopping Network. Jessica Simpson je oblikovala tudi linijo torbic in čevljev ter škornjev (večinoma z visoko peto). Oblikovala je tudi linijo modrčkov, spodnjega perila in spalnih srajc. Jessica Simpson's Intimates, kakor se linija imenuje, je v trgovinah na voljo od pomladi leta 2009.
Jessica Simpson je posnela več reklam, večinoma za podjetji Pizza Hut in Proactiv Solution. Posnela je tudi reklamo za podjetje Ice Breakers s svojo mlajšo sestro Ashlee. Do danes je sodelovala pri treh reklamah za podjetje Pizza Hut, najprej v letu 2004. Leta 2005 je začela promovirati podjetje Proactiv Solution, ki izdeluje izdelke proti aknam. Zapela je pesem »These Bites Are Made For Poppin'« (verzija njene pesmi »These Boots Are Made For Walkin'«) v eni izmed reklam za podjetje Pizza Hut. V letu 2007 je Super Bowl objavil njeno tretjo reklamo za podjetje Pizza Hut. Kot Daisy Duke je promovirala tudi podjetje DirecTV.
Jessica Simpson je objavila linijo dišav. To je oblikovala v sodelovanju s podjetjem Parlux Fragrances. Njen prvi parfum, Fancy, je izšel leta 2008.
Velika oboževalka čarovnij se je Jessica Simpson večkrat pojavila kot asistentka čarovnika v mnogih oddajah, večkrat pa je prevzela vlogo v mnogih iluzijah. Ob koncu pogovorne oddaje na nizozemski televiziji med obiskom Evrope za promoviranje filma Carja Hazzarda je bila asistentka čarovnika Hansa Kloka v iluziji »ženska na pol« v oddaji Clearly Impossible.

## Menedžerji
Menedžer Jessice Simpson je njen oče, Joe Truett Simpson, ki se lahko po podatkih polasti deset do dvajset procentov njenega prihodka. Sam se je oddaljil od financ svojih hčerk, tako da nima več vstopa do njunih bančnih računov - ta del sedaj pripada njenemu drugemu menedžerju, Davidu Levinu. G. Simpson je kasneje povedal, da si je želel, da bi njegovi otroci videli, da se »očka nikoli ni dotaknil njunih stvari. Vedno sem si želel, da bi me gledali s spoštovanjem.«

## Kritike in kontroverznost
Jessico Simpson je prejela veliko kritik s strani krščanske skupine, imenovane »The Resistance,« in sicer zaradi seksualizirane podobe, ki jo je uporabila v videospotu za pesem »These Boots Are Made for Walkin'.« Na njihove kritike se je Jessica Simpson odzvala z besedami: »Ni me zares presenetilo, saj sem sama odraščala v takšnem okolju. Zato nisem končala v krščanski glasbeni industriji. Mislim, da me zares dobri kristjani ne bi poslušali.«
Jessica Simpson, ki je za predsednika Združenih držav Amerike leta 2004 oglaševala Georgea W. Busha, ga je kasneje »pustila na cedilu,« saj je se ni prikazala na zabavi republikanske dobrodelne organizacije v Washingtonu, D.C. Njen menedžer, Joe Simpson, je kasneje povedal, da se jima je kljub temu, da oba »zelo podpirata« Georgea W. Busha, ki ju je tja tudi povabil, zdelo neprimerno, da bi se udeležila političnega zbiranja denarja.
V juniju 2008 je bila Jessica Simpson opažena s fantom Tonyjem Romom, ko je nosila majico, na kateri je pisalo »Prava dekleta jejo meso« (»Real Girls Eat Meat«). Nekateri so menili, da se je norčevala iz Romovega bivšega dekleta, Carrie Underwood, ki je vegetarijanka. Tudi organizacija PETA jo je kritizirala, rekoč: »Zaradi pokvarjene mesne garderobe Jessice Simpson smo veseli, da je nihče ne povprašuje po nasvetih glede prehranjevanja. Piščanec iz morja, kdorkoli? Ženska, ki je menila, da bivolova krilca [ameriška jed iz piščančjih kril] naredijo iz bivolov, se bori proti zdravi vegetarijanski prehrani.«
19. junija 2008 je Jessica Simpson nastopila na festivalu Country Thunder Festival v Wisconsinu. Njen nastop je občinstvo sprejelo zelo negativno in prejela je slabe ocene s strani country glasbenih kritikov. Na to se je odzvala z besedami: »Ne vem, kako dojemate Jessico Simpson ali to, kar napišejo tabloidi, ki jih kupite, vendar sama želim samo, da veste, da sem le dekle iz Teksasa; sem takšna, kakršni ste vi sami. Delam tisto, kar imam rada in hodim s fantom.«

## Zasebno življenje

### Zakon z Nickom Lacheyjem
26. oktobra 2002 se je Jessica Simpson pri štiriindvajsetih poročila z Nickom Lacheyjem. Kmalu za tem je ponosno oznanila, da je ostala devica do njune poroke. V novembru 2005, po mesecih pisanja tabloidov, sta Jessica Simpson in Nick Lachey tudi uradno oznanila, da sta se razšla. 16. decembra tistega leta je Jessica Simpson vložila zahtevo za ločitev, za razlog pa je citirala »nepremostljive razlike.« O njuni ločitvi so pisali tabloidi po vsem svetu, dokončno pa se je njun zakon razveljavil 30. junija 2006.
Jessica Simpson je reviji Jane povedala, da je vedela, da je njun zakon končan, ko je Nick Lachey zavrnil potovanje v Afriko, pa čeprav je bilo to na njuno tretjo obletnico.
Par je prodal njuno hišo v Calabasasu, Kalifornija, v kateri je bila snemana oddaja Newlyweds, zvezdniku serije Glavca, Justinu Berfieldu za neobjavljen znesek. Po ločitvi je javnost Jessici Simpson namenila več pozornosti, saj naj bi imela razmerje s soigralcem iz filma Uslužbenec meseca, Daneom Cookom in z vratarjem moštva Maroon 5, Adamom Levineom. 6. februarja 2007 je revija Associated Press poročala, da je bila Jessica Simpson zelo prizadeta, ko je njen bivši mož takoj po ločitvi začel z novim dekletom. »Oh, ja, prizadelo me je,« je povedala šestindvajsetletna pevka in igralka Jessica Simpson za revijo Elle v marcu tistega leta. »In dva tedna kasneje? Da, rekla bi, da me je zelo bolelo.«

### Ostala razmerja
Po ločitvi je imela Jessica Simpson razmerje z glasbenikom Johnom Mayerjem. Govorice o razmerju so se začele avgusta 2006 in sicer v reviji People, vendar so se potrdile šele, ko sta Jessica Simpson in John Mayer skupaj preživela novoletne počitnice v New York Cityju in se skupaj udeležila novoletne zabave Christine Aguilere tistega leta. Par se je nazadnje razšel v maju leta 2007.
V novembru leta 2007 je Jessica Simpson začela hoditi z igralcem Dallas Cowboys, Tonyjem Romom. Razmerje so kritizirali predvsem oboževalci moštva Dallas Cowboys, saj so jo krivili za slabe nastope Tonyja Roma. Nekateri izmed oboževalcev so ji nadeli nadimek Yoko Romo zaradi primerjave z Yokom Onom, ki so ga mnogi oboževalci Beatlov krivili za »uničenje« Johna Lennona. Zaradi tega je moštvo Dallas Cowboys izgubilo proti moštvu Giants, nato pa sta Jessica Simpson in Tony Romo odšla na potovanje tik pred koncem sezone. Terry Bradshaw, novinar za program FOX, je kasneje Romu in Simpsonovi postavil več vprašanj, ki so se nanašala na njune počitnice v Mehiki.
»Ko bi me le lahko Tony poklical in mi rekel: 'Terry, Jessica [Simpson] in jaz greva v Mehiko.' Povedal bi mu: 'Si zmešan? Ne naredi tega! Paparaci te bodo našli, fant! Zvezdnik si! Zgodilo se bo,« je Terry Bradshaw povedal v intervjuju z revijo Fort Worth Star-Telegram.
Celo predsednik George W. Bush je v šali oglaševal »Jessicine pomote« potem ko je moštvo Giants zmagalo na prireditvi Super Bowl leta 2008. Čez tradicionalni sprejem v Beli hiši za zmagovalno moštvo je predsednik v šali dejal: »Jessico Simpson bomo poslali na demokratično nacionalno konvencijo.«
13. julija 2009 je revija People poročala o tem, da sta Jessica Simpson in Tony Romo končala s svojim razmerjem. Vir, ki je blizu pop zvezdnici, je reviji povedal, da je Romo pustil Simpsonovo 9. julija - na noč pred njenim devetindvajsetim rojstnim dnem. »Ima zlomljeno srce,« je dejal vir. »Tonyja ljubi. Vendar je bilo zadnje čase njuno razmerje zelo zapleteno. On je zelo zaposlen s svojo kariero, ona pa se pripravlja na snemanje svoje nove serije (The Price of Beauty). Odločila sta se, da se bosta razšla.«
10. julija 2010 je Jessica Simpson svoj trideseti rojstni dan preživela z bivšim nogometašom za moštvo NFL, Ericom Johnsonom.

## Dobrodelna dela
Jessica Simpson je mednarodna ambasadorka za mladino organizacije Operation Smile.
Marca 2007 je Jessica Simpson donirala nov majhen kombi znamke Chrysler Elimski sirotišnici v Nuevo Laredoju. Na podelitvi nagrad MTV Video Music Awards leta 2006 je zadela športni avtomobil znamke Chrysler Crossfire, vendar je raje doplačala še 50.000 $ in ga zamenjala za majhen kombi, da je lahko ponovno pomagala sirotišnici.

## Diskografija

### Albumi

#### Glasbeni albumi
| 1999                                             | Sweet Kisses - Izid: 23. november 1999 - Založba: Columbia - Format: CD, kaseta, gramofonska plošča | 25 | 34 | 36  | 5  | —  | 43 | —  | —   | 16 | 52 | - Združene države Amerike: 2× platinasta - Kanada: Platinasta - Norveška: Zlata                           |
| 2001                                             | Irresistible - Izid: 5. junij 2001 - Založba: Columbia - Format: CD, kaseta                         | 6  | 13 | 102 | 15 | 34 | 58 | —  | —   | 24 | 81 | - Združene države Amerike: Zlata - Kanada: Zlata - Švica: Zlata                                           |
| 2003                                             | In This Skin - Izid: 19. avgust 2003 - Založba: Columbia - Format: CD, digitalno                    | 2  | 21 | 36  | 78 | —  | —  | 27 | 117 | 89 | 13 | - Združene države Amerike: 3× platinasta - Kanada: Zlata - Avstralija: Platinasta - Nova Zelandija: Zlata |
| 2006                                             | A Public Affair - Izid: 26. avgust 2006 - Založba: Epic - Format: CD, digitalno                     | 5  | 6  | 65  | —  | —  | —  | 32 | —   | 22 | 33 | - Združene države Amerike: Zlata - Kanada: Zlata                                                          |
| 2008                                             | Do You Know - Izid: 9. september 2008 - Založba: Epic/Columbia Nashville - Format: CD, digitalno    | 4  | 13 | 42  | —  | —  | —  | —  | —   | —  | 95 | |
| »—« označuje, da se album ni uvrstil na lestvico | |    |    |     |    |    |    |    |     |    |    | |

#### Albumi z remixi
| Leto | Album                                                                      | Združene države Amerike |
| ---- | -------------------------------------------------------------------------- | ----------------------- |
| 2002 | This Is the Remix - Datum izida: 2. julij 2002 - Založba: Columbia Records | 18                      |

#### Praznični albumi
| Leto | Album                                                                                     | Dosežki na lestvicah    | Certifikacije                    |
| Leto | Album                                                                                     | Združene države Amerike | Certifikacije                    |
| ---- | ----------------------------------------------------------------------------------------- | ----------------------- | -------------------------------- |
| 2004 | Rejoyce: The Christmas Album - Datum izida: 23. november 2004 - Založba: Columbia Records | 14                      | - Združene države Amerike: Zlata |

### Singli
| Leto | Singl                                       | Dosežki na lestvicah    | Dosežki na lestvicah | Dosežki na lestvicah | Dosežki na lestvicah | Dosežki na lestvicah | Dosežki na lestvicah | Dosežki na lestvicah | Dosežki na lestvicah | Dosežki na lestvicah | Dosežki na lestvicah | Certifications                                                                  | Album                                                   |
| Leto | Singl                                       | Združene države Amerike | Velika Britanija     | Irska                | Avstralija           | Nova Zelandija       | Kanada               | Švedska              | Belgija              | Nemčija              | Švica                | Certifications                                                                  | Album                                                   |
| ---- | ------------------------------------------- | ----------------------- | -------------------- | -------------------- | -------------------- | -------------------- | -------------------- | -------------------- | -------------------- | -------------------- | -------------------- | ------------------------------------------------------------------------------- | ------------------------------------------------------- |
| 1999 | »I Wanna Love You Forever«                  | 3                       | 7                    | 13                   | 9                    | 16                   | 9                    | 5                    | 11                   | 27                   | 7                    | - Združene države Amerike: Platinasta - Avstralija: Platinasta - Švedska: Zlata | Sweet Kisses                                            |
| 2000 | »Where You Are« (skupaj z Nickom Lacheyjem) | 62                      | —                    | —                    | —                    | —                    | 22                   | —                    | —                    | —                    | —                    |                                                                                 | Sweet Kisses                                            |
| 2000 | »I Think I'm in Love with You«              | 21                      | 15                   | 24                   | 10                   | 20                   | 14                   | 47                   | 5                    | 39                   | 41                   | - Avstralija: Zlata                                                             | Sweet Kisses                                            |
| 2001 | »Irresistible«                              | 15                      | 11                   | 18                   | 21                   | 41                   | 16                   | 17                   | 2                    | 10                   | 20                   | - Avstralija: Zlata - SWI: Gold                                                 | Irresistible                                            |
| 2001 | »A Little Bit«                              | —                       | —                    | —                    | 62                   | —                    | —                    | —                    | —                    | —                    | —                    |                                                                                 | Irresistible                                            |
| 2003 | »Sweetest Sin«                              | 124                     | —                    | —                    | —                    | —                    | —                    | —                    | —                    | —                    | —                    |                                                                                 | In This Skin standrdna verzija in verzija za zbiratelje |
| 2003 | »With You«                                  | 14                      | 7                    | 11                   | 4                    | 39                   | —                    | —                    | —                    | —                    | —                    | - Združene države Amerike: Zlata - Avstralija: Platinasta                       | In This Skin standrdna verzija in verzija za zbiratelje |
| 2004 | »Take My Breath Away«                       | 20                      | 159                  | —                    | 15                   | —                    | 10                   | 43                   | 12                   | —                    | —                    | - Združene države Amerike: Zlata - Avstralija: Zlata                            | In This Skin standrdna verzija in verzija za zbiratelje |
| 2004 | »Angels«                                    | 106                     | —                    | —                    | 27                   | —                    | —                    | —                    | —                    | —                    | —                    |                                                                                 | In This Skin standrdna verzija in verzija za zbiratelje |
| 2005 | »These Boots Are Made for Walkin'«          | 14                      | 4                    | 2                    | 2                    | 10                   | —                    | —                    | 14                   | 17                   | 16                   | - Združene države Amerike: Zlata - Avstralija: Platinasta                       | A Public Affair standrdna in dodatna pesem              |
| 2006 | »A Public Affair«                           | 14                      | 20                   | 9                    | 17                   | —                    | 8                    | 36                   | —                    | 72                   | —                    | - Združene države Amerike: Zlata                                                | A Public Affair standrdna in dodatna pesem              |
| 2006 | »I Belong to Me«                            | 110                     | —                    | —                    | —                    | —                    | —                    | —                    | —                    | —                    | —                    |                                                                                 | A Public Affair standrdna in dodatna pesem              |
| 2008 | »Come On Over«                              | 65                      | 81                   | —                    | —                    | —                    | 60                   | —                    | —                    | —                    | —                    |                                                                                 | Do You Know                                             |
| 2008 | »Remember That«                             | 101                     | —                    | —                    | —                    | —                    | 88                   | —                    | —                    | —                    | —                    |                                                                                 | Do You Know                                             |

#### Promocijski singli
| Leto | Singl                                                      | Dosežki na lestvicah    | Dosežki na lestvicah          | Dosežki na lestvicah         | Album                        |
| Leto | Singl                                                      | Združene države Amerike | Združene države Amerike - Pop | Združene države Amerike - AC | Album                        |
| ---- | ---------------------------------------------------------- | ----------------------- | ----------------------------- | ---------------------------- | ---------------------------- |
| 2001 | »I Never«                                                  | —                       | —                             | —                            | Irresistible                 |
| 2001 | »When You Told Me You Loved Me«                            | —                       | —                             | —                            | Irresistible                 |
| 2002 | »Irresistible« (remix So So Defa) (skupaj z Lil Bow Wowom) | —                       | —                             | —                            | This Is the Remix            |
| 2004 | »Let It Snow, Let It Snow, Let It Snow«                    | —                       | —                             | 20                           | Rejoyce: The Christmas Album |
| 2004 | »What Christmas Means to Me«                               | —                       | —                             | 8                            | Rejoyce: The Christmas Album |
| 2004 | »O Holy Night«                                             | —                       | —                             | 8                            | Rejoyce: The Christmas Album |
| 2007 | »You Spin Me Round (Like a Record)«                        | 120                     | 95                            | —                            | A Public Affair              |
| 2009 | "Pray Out Loud"E                                           | —                       | —                             | —                            | Do You Know                  |

### Videospoti
| Leto | Song                                    | Pesem                |
| ---- | --------------------------------------- | -------------------- |
| 1999 | »I Wanna Love You Forever«              | Bille Woodruff       |
| 2000 | »Where You Are«                         | Kevin Bray           |
| 2000 | »I Think I'm in Love with You«          | Nigel Dick           |
| 2001 | »Irresistible«                          | Simon Brand          |
| 2001 | »A Little Bit«                          | Hype Williams        |
| 2002 | »Irresistible (remix So So Defa)«       | Cameron Casey        |
| 2003 | »Love Me Tender«                        | ABC                  |
| 2003 | »Sweetest Sin«                          | Dean Paraskevopoulos |
| 2003 | »With You«                              | Elliott Lester       |
| 2004 | »Take My Breath Away«                   | Chris Applebaum      |
| 2004 | »Angels«                                | Matthew Rolston      |
| 2004 | »A Whole New World«                     | Elliott Lester       |
| 2004 | »Let It Snow, Let It Snow, Let It Snow« | Jessica Simpson      |
| 2004 | »O Holy Night«                          | Jessica Simpson      |
| 2005 | »These Boots Are Made for Walkin'«      | Brett Ratner         |
| 2006 | »A Public Affair«                       | Brett Ratner         |
| 2006 | »I Belong to Me«                        | Matthew Rolston      |
| 2008 | »Come on Over«                          | Liz Friedlander      |

### DVD-ji
| Leto | DVD                             | Izid              |
| ---- | ------------------------------- | ----------------- |
| 2002 | Jessica Simpson: Dream Chaser   | 22. januar 2002   |
| 2004 | The Nick & Jessica Variety Hour | 17. avgust 2004   |
| 2004 | Reality Tour Live               | 23. november 2004 |

### Ostalo

#### Pojavi v drugih albumih
| Leto | Pesem                                                          | Album                   |
| ---- | -------------------------------------------------------------- | ----------------------- |
| 2000 | »Rockin' Around The Christmas Tree« (skupaj z Rosie O'Donnell) | Another Rosie Christmas |
| 2001 | »Tal vez Es Amor«                                              | Divas En Espanol        |
| 2002 | »Part of Your World«                                           | Disneymania             |
| 2005 | »A Whole New World« (skupaj z Nickom Lacheyjem)                | Disneymania 3           |

#### Soundtracki
| Leto | Pesem                                       | Album                             |
| ---- | ------------------------------------------- | --------------------------------- |
| 1999 | »Did You Ever Love Somebody«                | Songs from Dawson's Creek         |
| 2000 | »I Think I'm in Love with You«              | Songs from Dawson's Creek, Vol. 2 |
| 2000 | »Where You Are« (skupaj z Nickom Lacheyjem) | Tu, na Zemlji                     |
| 2000 | »Final Heartbreak«                          | Rugrats in Paris                  |
| 2002 | »Irresistible«                              | Lizzie bo popstar                 |
| 2002 | »Irresistible«                              | The Master of Disguise            |
| 2002 | »When You Told Me You Loved Me«             | As Filhas Da Mae                  |
| 2005 | »These Boots Are Made for Walkin'«          | Carja Hazzarda                    |
| 2006 | »Part of Your World«                        | Mala morska deklica               |
| 2010 | »Who We Are«                                | The Price of Beauty               |

#### Drugo
- 2004: »The String Quartet Tribute to Jessica Simpson«

## Turneje
- Heat It Up Tour (2000)
- MTV TRL Tour (2001)
- DreamChaser Tour (2001)
- Reality Tour (2004)
- Tour of Duty (2005)
- Bob That Head Tour (2009) (spremljevalna glasbenica za skupino Rascal Flatts)

## Filmografija
| Filmi                      | Filmi                                             | Filmi                | Filmi |
| Leto                       | Naslov                                            | Vloga                | Opombe |
| -------------------------- | ------------------------------------------------- | -------------------- | --- |
| 2005                       | Carja Hazzarda                                    | Daisy Duke           | |
| 2006                       | Uslužbenec meseca                                 | Amy Renfro           | |
| 2007                       | Blond ambicije                                    | Katie Gregerstitch   | |
| 2008                       | The Love Guru                                     | Ona                  | Cameo |
| 2008                       | Zasebno Valentine: Pop & Dangerous                | Megan Valentine      | |
| Televizija                 |                                                   |                      | |
| Leto                       | Naslov                                            | Vloga                | Opombe |
| 2003–2005                  | Newlyweds: Nick and Jessica                       | Ona                  | Resničnostna oddaja |
| 2004                       | Jessica                                           | Jessica Sampson      | Pilot - Nikoli objavljen ABC naj bi serijo originalno začel vrteti v februarju 2004, vendar so načrt opustili maja 2004 |
| 2010                       | The Price of Beauty                               | Ona                  | Resničnostna oddaja |
| Ostali televizijski pojavi |                                                   |                      | |
| Leto                       | Naslov                                            | Vloga                | Opombe |
| 2000                       | 98 Degrees - My Everything                        | Ona                  | Videospot |
| 2002                       | Oh, ta sedemdeseta!                               | Annette              | »Going to California« (epizoda 1, sezona 5)                                                                             |
| 2003                       | Oh, ta sedemdeseta!                               | Annette              | »Your Time Is Gonna Come« (epizoda 13, sezona 5) »Babe I'm Gonna Leave You« (epizoda 14, sezona 5)                      |
| 2003                       | Zona somraka                                      | Miranda Evans        | »The Collection« (sezona 1, epizoda 38)                                                                                 |
| 2007                       | Willie Nelson - You Don't Think I'm Funny Anymore | Ona                  | Videospot |
| 2009                       | Ja, to sem že slišal                              | Računalniška tehnica | 1 epizoda |
| 2010                       | Priskledniki                                      | Ona                  | Sezona 7, epizoda 5 (1 epizoda)                                                                                         |

## Nagrade in nominacije
| Leto | Osvojila? | Nagrada                | Kategorija                                                                       | Delo                                                                   |
| ---- | --------- | ---------------------- | -------------------------------------------------------------------------------- | ---------------------------------------------------------------------- |
| 2004 | Ne        | Teen Choice Awards     | Izbira televizijske osebnosti                                                    | -                                                                      |
| 2004 | Da        | Teen Choice Awards     | Izbira zvezde resničnostne televizije - Ženska                                   | Newleyweds                                                             |
| 2005 | Da        | Teen Choice Awards     | Izbira televizijske osebnosti: Ženska                                            | Newleyweds                                                             |
| 2006 | Da        | Teen Choice Awards     | Filmi - Izbira preboja (ženska)                                                  | Carja Hazarda                                                          |
| 2007 | Ne        | Teen Choice Awards     | Izbira filmske igralke: Komedija                                                 | Uslužbenec meseca                                                      |
| 2006 | Ne        | Zlate maline           | Najslabša stranska igralka                                                       | Carja Hazarda                                                          |
| 2006 | Ne        | Zlate maline           | Najslabši par na odru (Jessica Simpson in njena Daisy Dukes)                     | Carja Hazarda                                                          |
| 2006 | Ne        | Zlate maline           | Najbolj dolgočasne tarče tabloidov (skupaj z Ashlee Simpson in Nickom Lacheyjem) | -                                                                      |
| 2007 | Ne        | Zlate maline           | Najslabša igralka                                                                | Uslužbenec meseca                                                      |
| 2006 | Da        | People's Choice Awards | Najljubša pesem iz filma                                                         | Carja Hazarda (za pesem »These Boots Are Made for Walkin'«)            |
| 2006 | Ne        | MTV Movie Awards       | Najprivlačnejši nastop                                                           | Carja Hazarda                                                          |
| 2006 | Ne        | MTV Movie Awards       | Najboljša skupina na ekranu                                                      | Carja Hazarda (skupaj z Johnnyjem Knoxvilleom & Seann William Scottom) |